# Kyrkheddinge socken
Kyrkheddinge socken i Skåne ingick i Bara härad, ingår sedan 1971 i Staffanstorps kommun och motsvarar från 2016 Kyrkheddinge distrikt. 
Socknens areal är 13,88 kvadratkilometer varav 13,72 land. År 1992 fanns här 503 invånare. Tätorten Kyrkheddinge med sockenkyrkan Kyrkheddinge kyrka ligger i socknen. 

## Administrativ historik
Socknen har medeltida ursprung. 
Vid kommunreformen 1862 övergick socknens ansvar för de kyrkliga frågorna till Kyrkheddinge församling och för de borgerliga frågorna bildades Kyrkheddinge landskommun. Landskommunen uppgick 1952 i Staffanstorps landskommun som ombildades 1971 till Staffanstorps kommun. Församlingen uppgick 2000 i S:t Staffans församling.
1 januari 2016 inrättades distriktet Kyrkheddinge, med samma omfattning som församlingen hade 1999/2000.
Socknen har tillhört län, fögderier, tingslag och domsagor enligt vad som beskrivs i artikeln Bara härad. De indelta soldaterna tillhörde Södra skånska infanteriregementet, Torna kompani och Skånska dragonregementet, Torna skvadron, Sallerups kompani.

## Geografi
Kyrkheddinge socken ligger sydost om Lund kring Höje å. Socknen är en odlad slättbygd.

## Fornlämningar
Fem boplatser från stenåldern är funna.

## Namnet
Namnet skrevs i mitten av 1100-talet Hedinge, 1483 Kirkehäddinge och kommer från kyrkbyn. Efterleden är inbyggarbeteckningen inge. Förleden innehåller troligen hadd, 'ängsull'. Byn var ursprungligen ett område bestående av tre byar..